# Alevtina Olyunina
Alevtina Olyunina (née le 15 août 1942) est une ancienne fondeuse soviétique.

## Jeux olympiques
- Jeux olympiques d'hiver de 1972 à Sapporo 
  -  Médaille d'or en relais 3 × 5 km.
  -  Médaille d'argent sur 10 km.

## Championnats du monde
- Championnats du monde de ski nordique 1970 à Vysoke Tatry 
  -  Médaille d'or sur 10 km.
  -  Médaille d'or en relais 3 × 5 km.